# Bretteville-l’Orgueilleuse
Bretteville-l’Orgueilleuse ist eine ehemalige französische Gemeinde im Département Calvados in der Region Normandie liegt. Sie gehörte zum Arrondissement Caen. Die Gemeinde hatte zuletzt 2.577 Einwohner (Stand: 1. Januar 2013), die Brettevillais genannt werden.

## Geografie
Bretteville-l’Orgueilleuse liegt etwa zwölf Kilometer westlich von Caen. 
Umgeben wurde die Gemeinde Bretteville-l’Orgueilleuse von den Nachbargemeinden Secqueville-en-Bessin im Norden, Rots im Osten, Saint-Manvieu-Norrey im Süden, Putot-en-Bessin im Westen sowie Sainte-Croix-Grand-Tonne im Nordwesten.
Durch die Gemeinde führte die Route nationale 13.

## Geschichte
Vom 26. bis 30. Juni 1944 führten britische Verbände hier die Operation Epsom durch, um in der Normandie Fuß zu fassen. Die Schlacht endete mit einem strategischen Sieg der Alliierten trotz höherer Verluste.
Am 1. Januar 2017 wurde die Gemeinde Bretteville-l’Orgueilleuse mit Brouay, Cheux, Le Mesnil-Patry, Putot-en-Bessin und Sainte-Croix-Grand-Tonne zur neuen Gemeinde Thue et Mue zusammengeschlossen.

### Bevölkerungsentwicklung der ehemaligen Gemeinde
| Jahr                             | 1962 | 1968 | 1975  | 1982  | 1990  | 1999  | 2006  | 2012  |
| Einwohner                        | 761  | 797  | 1.009 | 1.287 | 2.177 | 2.389 | 2.316 | 2.524 |
| Quelle: Cassini, EHESS und INSEE |      |      |       |       |       |       |       |       |

## Sehenswürdigkeiten
- Kirche Saint-Germain aus dem 13./14. Jahrhundert, seit 1927 Monument historique
- Schloss La Motte aus dem 18. Jahrhundert, seit 1973 Monument historique

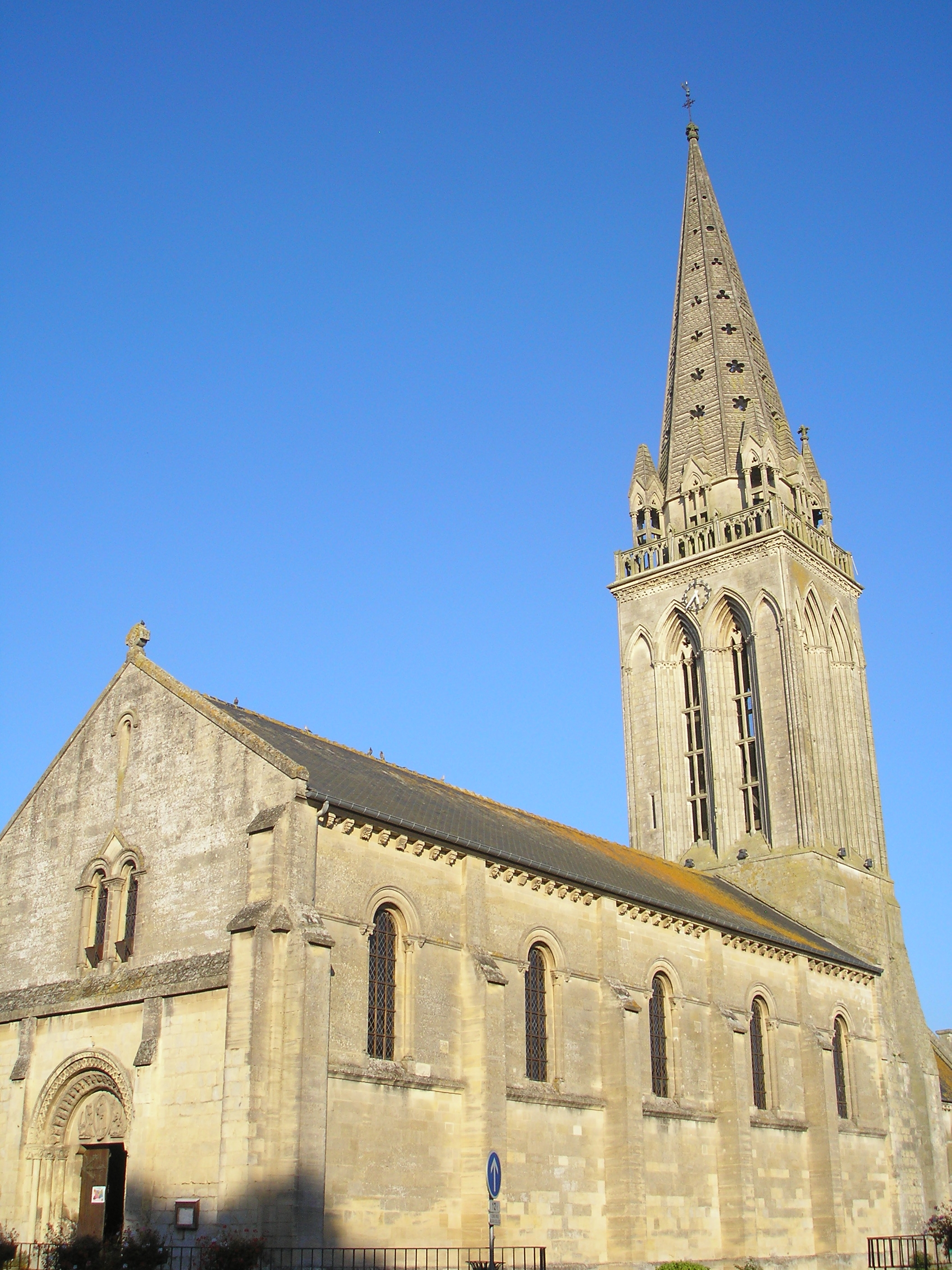
Kirche Saint-Germain
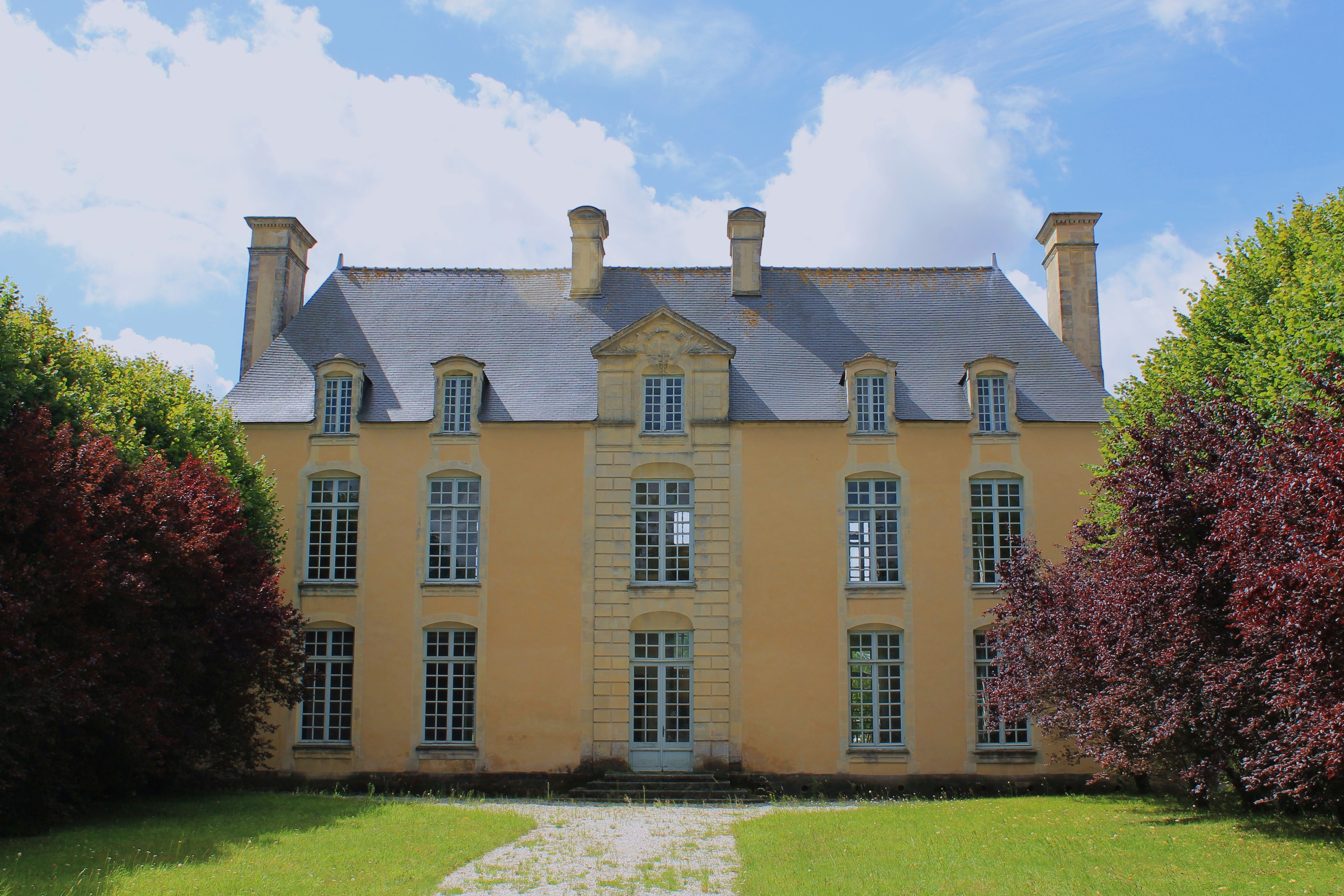
Das Schloss

## Gemeindepartnerschaften
Bretteville-l’Orgueilleuse unterhält mit der französischen Gemeinde Maureillas-las-Illas im Département Pyrénées-Orientales (Languedoc-Roussillon) seit 1995 und mit der britischen Gemeinde Long Bennington in Lincolnshire (England) seit 2004 Partnerschaften.